# Evil Dead: Hail to the King
Evil Dead: Hail to the King (укр. Зловісні мерці: Хай живе король) — відеогра жанру survival horror на основі серії фільмів «Зловісні мерці». Розроблена Heavy Iron Studios для платформи PlayStation, видана THQ 4 грудня 2000 року (вихід на Dreamcast — 17 грудня 2000, для Windows — 27 березня 2001).

## Сюжет
Протагоніст гри — Еш, персонаж трилогії Зловісні мерці. Дія розгортається через 8 років після подій заключного фільму Армія темряви. Еш знову починає відчувати присутність зла і разом зі своєю дівчиною Дженні повертається в лісовий будинок, де її викрадають, а Еш вирушає на її пошуки. Головним ворогом Еша в грі є його темна половина, т. зв. «Поганий Еш».
Гра умовно розділяється на дві частини: знайома за першими двома фільмами лісова область з новими сусідніми локаціями (ферма, церква, табір бойскаутів, шахта) і середньовічний Дамаск 730 року, де Еш зустрічається з творцем Некрономикона Абдул Азізом. Перша половина гри володіє численними посиланнями на другу частину фільму: згадки про професора Ноубі, його одержима демоном дочка Енні, кандарійский кинджал, епізод з дзеркалом і т. д.

## Ігровий процес
Ігровий рушій аналогічний більшості представників жанру survival horror і характеризується пре-рендерінговою графікою фонів і фіксованими кутами камери огляду. Стрибки в грі не передбачені. Система інвентарю та збережень аналогічна до серії ігор Resident Evil: обмежена до переносу кількість предметів (не більше 12-и найменувань), розставлені на території ящики для складування речей та збереження гри, причому збереження можливо при наявності в інвентарі певного предмета (в даному випадку — магнітофонні бабіни). Просування в грі зводиться до виконання завдань квестового плану (пошук і використання потрібних предметів в потрібному місці).
Крім збирання квестових речей, записок, їжі, палива, боєприпасів і медикаментів, в грі передбачений збір грибів та інших проміжних предметів, які за допомогою наявного в інвентарі пристрою перетворюються в паливо або ліки (за умови знаходження двох відповідних інструкцій).
За винятком торговців на дамаському ринку ключові персонажі гри неактивні, і взаємодія гравця з ними відбувається тільки за допомогою ігрового відео (загальна тривалість близько 30 хвилин).

## Вороги
Частина ворогів має тенденцію до тривалого (практично нескінченного) респавна. Назви таких ворогів виділені курсивом.
- Злий дух — летючий привид без ніг, основний ворог у першій половині гри. Атакує кігтями, рідше блює зеленою субстанцією, може телепортуватись за спину. Духи часто з'являються у місцевості навколо будиночка (всередині самого будиночка з'являються тільки 2 духи), рідше вночі на торговій площі Дамаска. Їхню присутність видають крики I swallow your soul! (укр. Я зжеру твою душу!) та Join us! (укр. Приєднуйся до нас!).
- Селяни — одержимі злом селяни, мешкають в будинку на захід від будиночка Ноубі. Атакують голими руками, деякі — уламками дощок.
- Кабани — одержимі злом свині, яких можна зустріти в будинку селян. Атакують ударами головою з іклами. Їхню присутність видає характерне хрюкання.
- Бойскаути — група одержимих дітей, знаходяться поблизу табору бойскаутів. Можуть відстрибувати від ударів, деякі озброєні луками.
- Черепи — летючі черепи з крилами кажанів, зустрічаються на дорозі між зруйнованим мостом і табором бойскаутів. Наносять слабкі пошкодження, атакують зграями.
- Скелети — зустрічаються в лабіринті кущів (до знищення Злого дерева), на цвинтарі та в тунелі під церквою. Досить швидкі, можуть виконати потужну кругову атаку. Їхню присутність видає характерний стук кісток.
- Скелети-воїни — носять шоломи та щити, озброєні мечами. Можуть блокувати удари щитом чи відстрибнути назад, іноді падають на землю, але раптово встають. Воїни зустрічаються в Дамаску на торговій площі та в казармах.
- Маленькі істоти — результати експериментів над тваринами з використанням Некрономікона. Атакують стрибками, наносять дуже низькі пошкодження. Часто з'являються в храмі Сонця.
- Маги — вчені, які перекладали тексти демонів і працювали над створенням Некрономікона, однак втратили людську подобу. Носять довгі ряси з каптурами, замість рук мають щупальця. Кидають вогняні кулі, якщо підійти впритул — випускають хвилю енергії. Охороняють магічні сфери та бібліотеку в храмі Сонця.

## Предмети

### Зброя
Одночасно герой володіє двома видами зброї: постійною, бензопилкою в правій руці й на вибір сокирою, пістолетом, пізніше — обрізом або гвинтівкою в лівій. Бойова система таким чином ґрунтується на поперемінному використанні зброї в кожній руці. Є можливість добивання супротивника другою зброєю, попередньо насадивши ворога на ланцюг пилки. Боєзапас вогнепальної зброї й запас палива для бензопилки обмежені (при відсутності палива для пилки її можна використовувати як палицю). У другій половині гри з'являються можливості поліпшити зброю, збільшивши й видозмінивши його боєзапас та потужність.
- Бензопилка (Chainsaw) — основна зброя гри. З повним бензобаком діє до 30 секунд. В процесі проходження гри покращується:
  - Демонічна бензопилка (Demon's Chainsaw) — тривалість роботи пилки збільшується до 70 секунд, також збільшується пошкодження, які наносить пилка. Відкривається після перемоги над скелетом в церкві.
  - Циркулярна пилка (Buzz-Saw) — ланцюг замінюється на масивний диск, який наносить дуже високе пошкодження. Відкривається після
- Сокира (Axe) — наносить дуже низькі пошкодження.
- Пістолет Ноубі (Knowby's Handgun) — 8-зарядний пістолет, наносить низькі пошкодження. Після покращення перетворюється на 15-зарядний цвяхомет (Nail Gun), який володіє високою швидкострільністю і наносить середні пошкодження.
- Дробовик (Shotgun) — двоствольна рушниця з хорошим радіусом ураження, яка наносить високі пошкодження. Після покращення перетворюється на 4-зарядний дробовик, який стріляє сіллю (Rock-Salt Shotgun) та наносить ще більші пошкодження.
- Гвинтівка (Rifle) — далекобійна зброя середньої потужності. Місткість магазина — 6 патронів. Відкривається на стрільбищі бойскаутів, якщо підібрати ключ від шафки зі зброєю і забрати її. Після покращення перетворюється на 8-зарядний кілкомет (Spike Rifle), який наносить високі пошкодження і має високу швидкострільність.

### Лікувальні предмети
Ці предмети використовуються для відновлення здоров'я Еша. Основними є малі та великі аптечки, які відновлюють до 1/3 та 2/3 здоров'я відповідно. Вони випадають з вбитих ворогів. Малі аптечки виготовляються з коричневих грибів після отримання довідника виживання після перемоги над скаутмайстром. Великі аптечки випадають після добивання ворога, насадженого на бензопилку, їх може бути не більше 4 в інвентарі.
Окрім аптечок, в грі присутні також унікальні лікувальні предмети, які за своєю дією аналогічні малій аптечці. На відміну від грибів, вони не потребують переробки:
- Бісквіти (Biscuits) — знаходиться на столику на кухні будиночка Ноубі
- Біфштекс (Beef Jerky) — знаходиться на столику в таборі бойскаутів
- Вітаміни (Vitamins) — знаходяться в шафці над умивальником у ванній кімнаті будиночка Ноубі
- Полуничне варення (Strawberry Jam) — знаходяться на стелажі у підвалі будиночка Ноубі
- Сосиски (Sausage Links) — знаходяться на кухні в домі сімейства одержимих селян
- Сендвіч (Sandwich) — знаходиться в холодильнику на кухні будиночка Ноубі

### Пальне
Бензопилка потребує пального, джерелом якого є малі та великі каністри, які заповнюють до половини чи цілого бака відповідно. Малі каністри також можна отримати, переробляючи наступні предмети після знаходження посібника самогонника в домі одержимих селян:
- Червоні гриби (Red Mushrooms) — регулярно з'являються на місцевості.
- Бензин для запальнички (Lighter Fluid) — знаходиться поруч з грилем в таборі бойскаутів.
- Глечик з дивною рідиною (Exotic Jug) — знаходиться біля одного з торговців на дамаському ринку.
- Самогон (Moonshine) — знаходиться біля самогонного апарату на подвір'ї дому одержимих селян.

## Відгуки
Гра отримала в основному негативні рецензії. Критики зазнала слабка графіка й анімація фонів та моделей, непримітні звукові ефекти, незручна бойова система одночасно з невдалими кутами огляду, місцями монотонне і беземоційне озвучування реплік головного героя.